# لشبونة

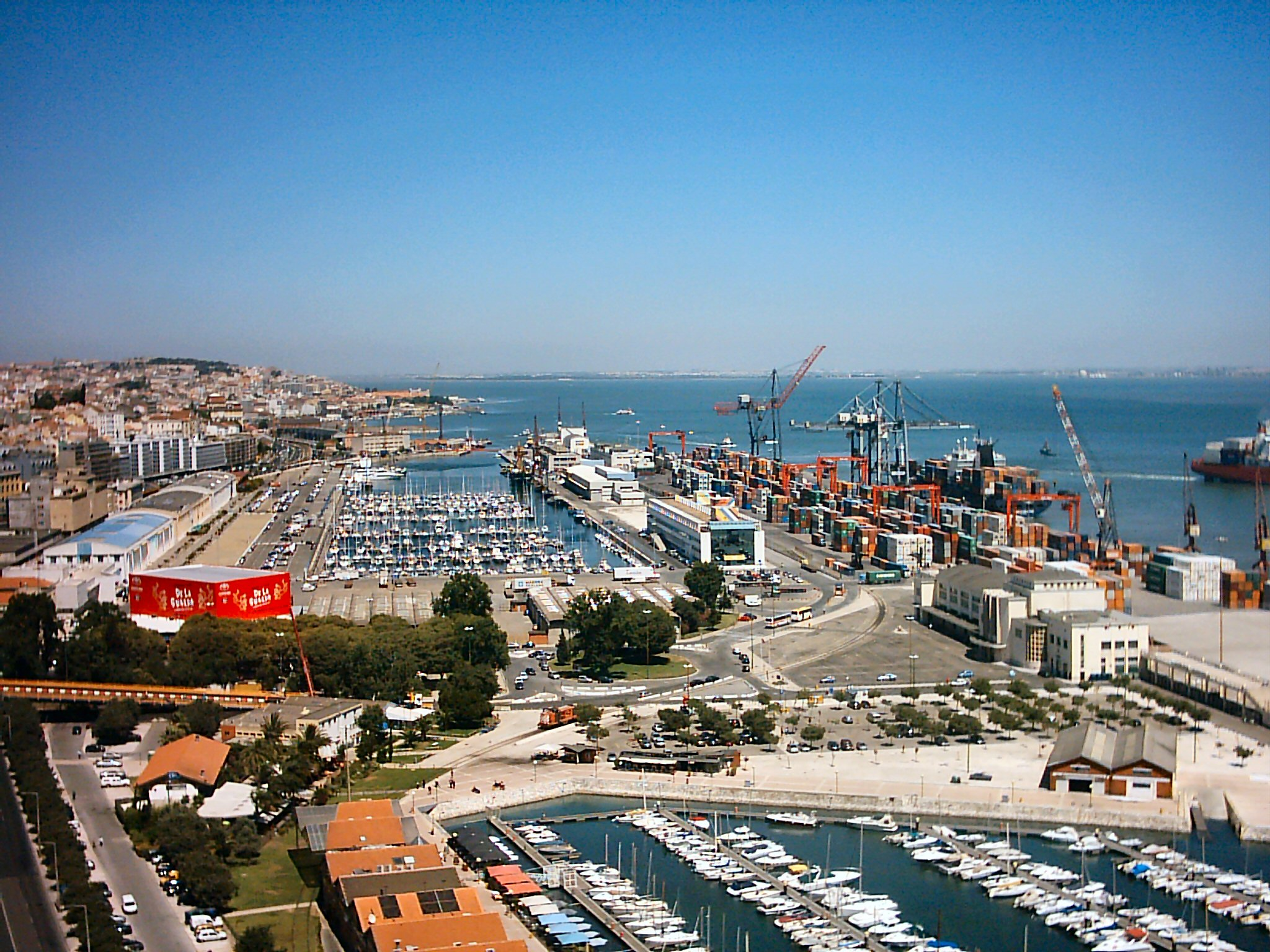
ميناء لشبونة، واحد من أكبر وأهم الموانئ في أوروبا.

 لشبونة أو الأشبونة (بالبرتغالية: Lisboa لِجْبوا) (تلفظ برتغالي: ‎/liʒˈboɐ/‏) هي عاصمة البرتغال منذ عام 1256 وأكبر مدنها، تقع في محافظة لشبونة في وسط البلاد على ساحل المحيط الأطلسي، حيث يقدر عدد سكانها بحوالي 505,526 نسمة، ضمن حدودها الإدارية في منطقة من 100.05 كيلومتر مربع. وتمتد منطقتها الحضرية إلى ما وراء الحدود الإدارية للمدينة حيث يبلغ عدد سكانها حوالي 2.8 مليون نسمة، وهي المنطقة الحضرية الحادية عشرة الأكثر اكتظاظًا بالسكان في الاتحاد الأوروبي. ويعيش حوالي 3 ملايين شخص في منطقة لشبونة الحضرية، بما في ذلك الريفييرا البرتغالية (التي تمثل حوالي 27% من سكان البلاد). وهي عاصمة أوروبا الغربية في البر الرئيسي والوحيدة على طول ساحل المحيط الأطلسي. تقع لشبونة في شبه الجزيرة الأيبيرية الغربية على المحيط الأطلسي ونهر تاجة. وتشكل المناطق الواقعة في أقصى غرب منطقة المترو أقصى نقطة لغرب أوروبا القارية، والمعروفة باسم كابو دا روكا، الواقعة في جبال سينترا.
تم اعتبار لشبونة كمدينة عالمية ذات مستوى ألفا من قبل مجموعة دراسة العولمة والمدن العالمية بسبب أهميتها في التمويل والتجارة والإعلام والترفيه والفنون والتجارة الدولية والتعليم والسياحة. ولشبونة هي المدينة البرتغالية الوحيدة إلى جانب بورتو المعترف بها كمدينة عالمية. وهي واحدة من المراكز الاقتصادية الرئيسية في القارة الأوروبية، مع نمو للقطاع المالي وتضم أحد أكبر موانئ الحاويات على ساحل المحيط الأطلسي في أوروبا. بالإضافة إلى ذلك، خدم مطار هومبرتو ديلجادو 26.7 مليون مسافر في عام 2017، وهو أكثر المطارات ازدحامًا في البرتغال، وثالث أكثر المطارات ازدحامًا في شبه الجزيرة الأيبيرية والعشرين الأكثر ازدحامًا في أوروبا، وتضم المدينة شبكة الطرق السريعة ونظام السكك الحديدية فائقة السرعة والذي يربط المدن الرئيسية في البرتغال (مثل براغا وبورتو وكويمبرا) في لشبونة. وهي المدينة التاسعة الأكثر زيارة في جنوب أوروبا، بعد كل من روما، وإسطنبول، وبرشلونة، وميلان، والبندقية، ومدريد، وفلورنسا وأثينا، مع 3,320,300 سائح في عام 2017. وتساهم منطقة لشبونة في الاقتصاد البرتغالي مع ارتفاع نصيب الفرد من إجمالي الناتج المحلي عن أي منطقة أخرى في البرتغال. ويبلغ ناتجها المحلي الإجمالي 96.3 مليار دولار، وبالتالي 32,344 دولار للفرد. وتحتل المدينة المرتبة الأربعين من حيث أعلى الأرباح الإجمالية في العالم. وتقع معظم مقرات الشركات متعددة الجنسيات في البرتغال في منطقة لشبونة. كما أنها المركز السياسي للبلد، حيث تضم مقر الحكومة ومقر رئيس الدولة.
لشبونة هي واحدة من أقدم المدن في العالم، وواحدة من أقدمها في أوروبا الغربية، والتي سبقت العواصم الأوروبية الحديثة الأخرى مثل لندن وباريس وروما على مدار قرون. وجعل يوليوس قيصر منها بلدية تسمى فيليتكاس جوليا، إضافة إلى اسم أوليسيبو. وحكمتها سلسلة من القبائل الجرمانية من القرن الخامس، تم الاستيلاء عليها من قبل المسلمون في القرن الثامن. في عام 1147، استولى الصليبيون بقيادة أفونسو هنريك على المدينة ومنذ ذلك الحين أصبحت مركزاً سياسياً واقتصادياً وثقافياً رئيسياً في البرتغال. على عكس معظم العواصم، لم يتم منح أو تأكيد رسمياً لشبونة كعاصمة للبرتغال رسميًا - وفقًا للنظام الأساسي أو في شكل مكتوب. شكلها كعاصمة تشكلت من خلال المؤتمر الدستوري، مما يجعل موقعها كعاصمة فعلية جزءاً من دستور البرتغال.
تضم العديد من الميادين والكاتدرائيات والمعالم التاريخية والمقاهي والمحلات بالإضافة إلى العمارة المعاصرة، وتقع لشبونة على سبعة تلال، تتواجد في إحداها صومعة بيليم برج بيليم الذي شيد عام 1515 لحماية ميناء لشبونة، وقد اعتبرته اليونسكو إرثا عالميا، وقد صممه الأخوة ارودا وشيده الملك مانويل الأول وهو واحد من المعالم التاريخية المثيرة في تلك المنطقة. وبيليم، التي تعني باللغة العربية بيت لحم، هي النقطة التي انطلق منها فاسكو دي غاما في رحلته التي استمرت سنتين واكتشف فيها رأس الرجاء الصالح وبالتالي الطريق إلى الهند، وهو الأمر الذي عزز مكانة البرتغال العسكرية والمالية.

## علم أصول الكلمات
ربما يكون اسم لشبونة مشتقًا من السلتية البدائية أو السلتية أوليسيبو، ليسوبو، أو اسم مشابه قامت شعوب زائرة أخرى مثل الفينيقيين واليونانيين والرومان القدماء بتكييفه وفقًا لذلك، مثل التسمية ما قبل الرومانية لنهر تاجة أو ليسو أو لوسيو. أشار المؤلفون الكلاسيكيون الذين يكتبون باللغتين اللاتينية واليونانية، بما في ذلك سترابو وسولينوس ومارتيانوس كابيلا، إلى الأساطير الشعبية التي تقول إن مدينة لشبونة تأسست على يد البطل الأسطوري يوليسيس (أوديسيوس). تمت كتابة اسم لشبونة أوليسيبو باللاتينية على يد الجغرافي بومبونيوس ميلا، وهو مواطن من هسبانيا. أشير إليها لاحقًا باسم أوليسيبو من قبل بليني الأكبر ومن قبل اليونانيين باسم أوليسيبو (Ὀlectισσιπών) أو أوليسيبونا (Ὀlectισσιπόνα).
هناك ادعاء آخر متكرر في الأدب وهو أن اسم لشبونة يمكن إرجاعه إلى العصر الفينيقي، في إشارة إلى المصطلح الفينيقي المفترض أليس-أوبو، والذي يعني الملاذ الآمن أو الملاذ اللطيف. على الرغم من أن الحفريات الأثرية الحديثة تظهر وجودًا فينيقيًا في هذا الموقع منذ عام 1200 قبل الميلاد، لكن أصل الكلمة الشعبي هذا لم يثبت أبدًا في الأدب الكلاسيكي القديم.
يختصر اسم لشبونة عادةً باسم LX أو Lx، وهو نشأ من التهجئة القديمة لشبونة باسم Lixbõa. على الرغم من أن التهجئة القديمة قد أسقطت تمامًا من الاستخدام منذ ذلك الحين وتتعارض مع معايير اللغة الحديثة، إلا أن الاختصار ما يزال شائع الاستخدام.

## تاريخ

### الأصول
خلال العصر الحجري الحديث، كانت المنطقة مأهولة بقبائل ما قبل السلتية، التي قامت ببناء المعالم الدينية والجنائزية، والمغليث، والدولمينات والمينهير، والتي لا تزال موجودة في المناطق الواقعة على أطراف لشبونة. غزا السلتيون الهندو-أوروبيون البلاد في الألفية الأولى قبل الميلاد، واختلطوا مع سكان ما قبل الهندو-أوروبيين، ما أدى إلى ظهور قبائل محلية ناطقة باللغة السلتية مثل Cempsi أو Sefes.
على الرغم من أن التحصينات الأولى على تلة كاستيلو في لشبونة من المعروف أنها لا تعود إلى القرن الثاني قبل الميلاد، لكن الاكتشافات الأثرية الحديثة أظهرت أن سكان العصر الحديدي احتلوا الموقع من القرن الثامن إلى القرن السادس قبل الميلاد. حافظت هذه المستوطنة الأصلية على علاقات تجارية مع الفينيقيين، وهو ما يفسر الاكتشافات الأخيرة للفخار الفينيقي والأشياء المادية الأخرى. تشير الحفريات الأثرية التي جرت بالقرب من قلعة ساو خورخي (Castelo de São Jorge) وكاتدرائية لشبونة إلى وجود فينيقي في هذا الموقع منذ عام 1200 قبل الميلاد، ويمكن القول بثقة أن مركزًا تجاريًا فينيقيًا كان قائمًا في موقع الآن مركز المدينة الحالية، على المنحدر الجنوبي لتل القلعة. كان الميناء المحمي في مصب نهر تاجة مكانًا مثاليًا للمستوطنة الأيبيرية وكان سيوفر ميناءً آمنًا لتفريغ السفن الفينيقية وتزويدها بالمؤن. كانت مستوطنة تاجة مركزًا مهمًا للتجارة التجارية مع القبائل الداخلية، حيث وفرت منفذًا للمعادن الثمينة والملح والأسماك المملحة التي جمعوها، ولبيع الخيول اللوسيتانية المشهورة في العصور القديمة.
وفقًا للأسطورة المستمرة، سمي الموقع على اسم الأسطوري أوديسيوس، الذي أسس المدينة عندما أبحر غربًا إلى أقاصي العالم المعروف.

### العصر الإسلامي
سقطت على يد الأمويين بقيادة طارق بن زياد عام 714م، وأطلق عليها المسلمون اسم أشبونة أو لشبونة، وصارت قاعدة من قواعد الأندلس، نزلها الغاليسيون في عهد الأمير عبد الرحمن الأوسط، واستولوا على بسيطها، وجعلوها مركزا لغاراتهم على قرمونة، وإشبيلية، ومورون، استنجد عبد الرحمن بوالي الثغر الأعلى موسى بن قسي، وكان له الفضل في التغلب على النورمانديون وطردهم من الإقليم. ولما سقطت الخلافة القرطبية، وقامت دويلات ملوك الطوائف أصبحت لشبونة من ممتلكات المتوكل بن الأفطس، الذي ولي عليها أبا محمد بن هود، سقطت لشبونة في أيدى البرتغاليين في أواخر أيام المرابطين بالأندلس.
كانت لشبونة في العصر الإسلامي مدينة شديدة الحصانة منيعة، وكان يحيط بها سور، وبداخلها قصبة (حصن أو قلعة)، وينفتح في سورها خمسة أبواب: بابها الغربي قد عقدت عليه حنايا فوق حنايا على عمد من رخام مثبتة على حجارة من رخام، وكان أكبر أبوابها وأهمها، وباب آخر عرف بالخوخة، ولها كذلك باب قبلي يسمى باب البحر، وكان ينفتح في سورها الشرقي بابان: أحدهما باب الحمة نسبة إلى عين ماء للاستحمام والاستشفاء، أما الباب الآخر فيعرف بباب المقبرة، ويرجع الفضل للمغامرين البرتغاليين في اكتشاف أجزاء كبيرة من العالم المتمثل في رحلات البحث والاستكشاف التي كانت تخرج من لشبونة.

### إمبراطورية البرتغال
في سنة 1147 احتلت من جديد على يد ألفونسو الأول ملك البرتغال الأول. في 1256 اعتمدت المدينة كعاصمة البرتغال في عهد ألفونسو الثالث الذي يعتبر أول ملوك الغرب عام 1249 التي تقع في الجنوب البرتغالي حيث تم أخذها من الموحدين ملوك المغرب الأقصى، وفي عام 1290 تم تأسيس أول جامعة في لشبونة في عهد أبنه دينيس ملك البرتغال والغرب.
في 26 كانون الثاني 1531 دمرت المدينة في زلزال لشبونة، وقتل الآلاف من سكانها، مع هذا القرن ال 16 كان مرحلة ذهبية للامبراطورية البرتغالية، وانتعشت لشبونة اقتصاديا وذلك بعدما أصبحت بوابة للبضائع الآتية من الشرق البعيد ومن الذهب الآتي من البرازيل.
في 1 تشرين الثاني 1755 شهدت لشبونة هزة أرضية في عهد خوسيه الأول، وقتل بها حوالي 90,000 إنسان، وحوالي 85% من المباني في المدينة لحق بها الدمار، بعد الهزة الأرضية بنيت المدينة من جديد حسب خطة الوزير سيباستياو جوزيه دي كارفاليو ميلو (بالبرتغالية: Sebastião José de Carvalho e Melo) الذي تم عزله في عهد أبنته ماريا الأولى.
في أواخر 1807 سقطت لشبونة في يد نابليون بونابرت حيث هربت العائلة المالكة إلى أكبر مستعمراتها في ذلك الوقت «البرازيل» وتم نقل العاصمة الإمبراطورية من لشبونة إلى ريو دي جانيرو (1821-1808)، في عام 1815 تم ترقية البرازيل إلى مملكة، وفي عام 1820 شهدت لشبونة تظاهرات تطالب بالرجوع الملك وعائلته وأيضا رجوع البرازيل إلى وضعها السابق «مستعمرة» والتي عرفت تاريخيا بـ«الثورة الليبيرالية» وبفعل رجعت العائلة إلى لشبونة عام 1821، وأبقى الأمير الملكي للبرتغال بيدرو في البرازيل الذي أعلن لاحقا استقلالها عن البرتغال.
في القرن 20 شهدت لشبونة ثورة القرنفل عام 1974.

## الجغرافيا
تقع مدينة لشبونة – عاصمة البرتغال وأكبر مدنها – على الساحل في أقصى غرب القارة الأوروبية.

## المقاطعات والأحياء
محلياً، فإن الشائع بين سكان لشبونة تقسيمها إلى أحياء تاريخية ليس لها حدود واضحة، وتمثل أرباع مميزة من المدينة وتشترك في الثقافة التاريخية، وتقارب مستوى المعيشة، وتشابه المعالم المعمارية، ومن هذه الأحياء:

### ألكنتارا

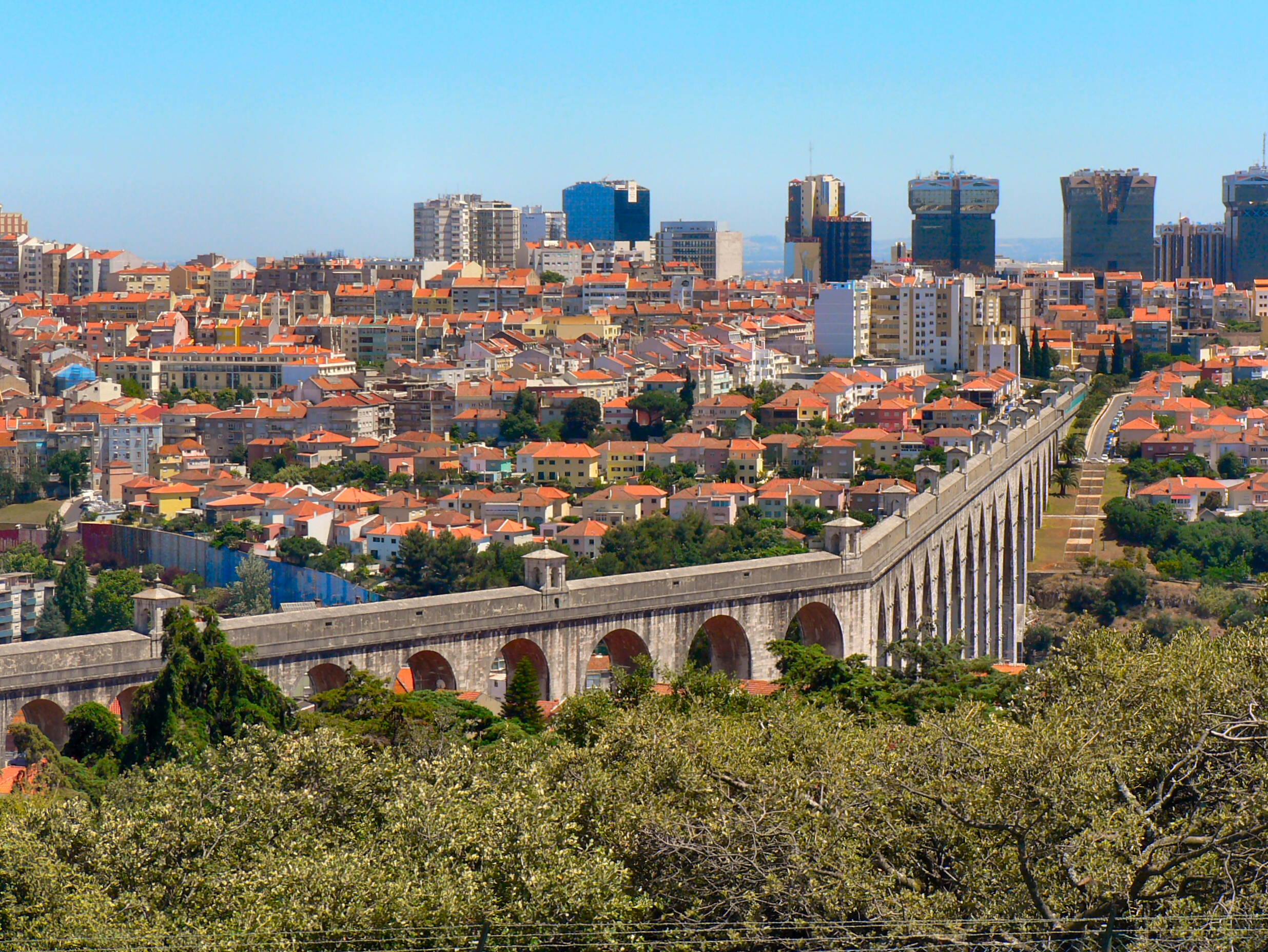
عرض لمنطقة ألكنتارا ويظهر في الصورة القنطرة الشهيرة.

ألكنتارا(بالبرتغالية:Alcântara) هو أبرز أحياء لشبونة اليوم، حيث يعتبر مركزها، رغم أنه كان في الماضي مجرد ضاحية بها عدة مزارع ومساكن وقصور للنبلاء. اسم ألكنتارا مشتق أصلاً من الكلمة العربية القنطرة، في إشارة إلى قنطرة أجواس ليفرس التي كانت موجودة هناك.

### ألفاما

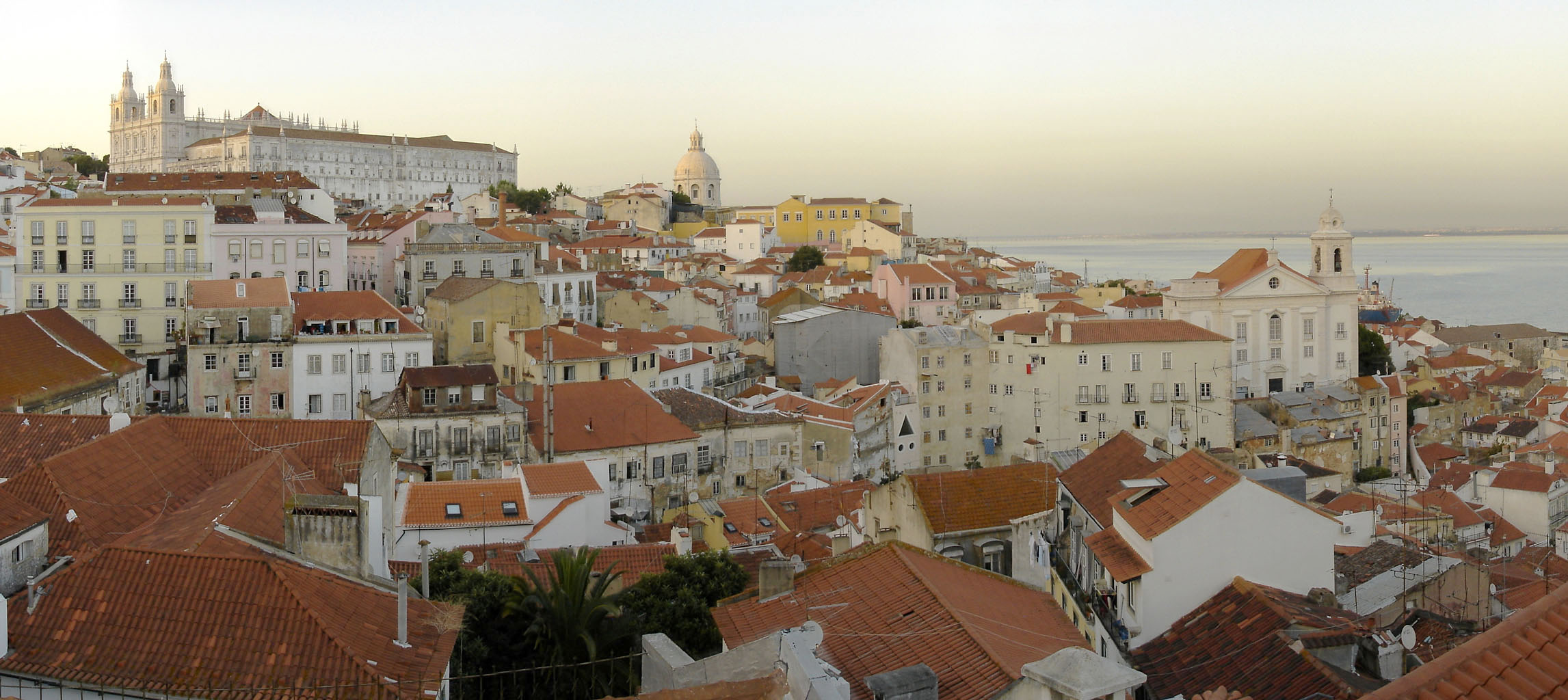
عرض لمنطقة ألفاما من ناحية سانتا لوزيا.

وهي المقاطعة الأقدم في لشبونة، وتقع بين قلعة ساو خورخي ونهر تاجة، ويقال إن الاسم مشتق من الكلمة العربية الحَامة، وبها العديد من مناطق الجذب التاريخي، مثل كاتدرائية لشبونة التي كانت جامعها سابقا، كما يوجد بها العديد من المطاعم والحانات، وتشتهر بموسيقى الفادو.

### بايرو ألتو
بايرو ألتو(بالبرتغالية:Bairro Alto وتعني الحي العالي) تقع في وسط لشبونة، وهي بمثابة منطقة التسوق والترفيه السكنية، كما أنها مركز الحياة الليلية في لشبونة؛ حيث تجذب الهيبيين وأصحاب الثقافات الموسيقية المختلفة مثل البانك روك والغوثك روك والهيب هوب والريغي، الفادو إليها، حيث يجدون النوادي والحانات التي تستقبلهم.

### بايشا
بايشا (بالبرتغالية:Baixa) تقع في وسط لشبونة، وتضم شبكة من الشوارع التي تقع شمال الميدان التجاري بين منطقة كاي دو سودر ومنطقة ألفاما، وتمتد شمالاً نحو ميداني روسيو وفيغيرا وشارع التحرير.

### بيليم
بيليم من أشهر مناطق لشبونة، فهي المكان الذي بدأ منه المستكشفون البحارة رحلاتهم، مثل رحلة فاسكو دا غاما إلى الهند في 1497، وكذلك بيدرو ألفاريز كابرال إلى البرازيل في 1499، كما يوجد بها العديد من المواقع الأثرية، مثل قصر بيليم الذي كان مقر المملكة سابقاً وهو حالياً القصر الرئاسي في البرتغال، وأيضاً برج بيليم.

### شيادو
شيادو(بالبرتغالية:Chiado) هو حي في لشبونة مسمى باسم ميدان شيادو الموجود به، وتقع بين منطقتي بايرو ألتو وبايكسا. تعتبر كيدو منطقة تجارية تقليدية حيث يوجد بها المؤسسات التجارية والمحلات القديمة والحديثة، ويأتي إليها السياح لشراء الكتب والملابس والفخار، كما يوجد بها عدد من المقاهي، أشهرها المقهى البرازيلي، حيث كان الشاعر فرناندو بيسوا يلقي أشعاره.

### إستريلا
أهم ما يجذب السياح إلى منطقة إستريلا هي الكاتدرائية الموجودة بها والمسماة باسمها التي دفنت فيها الملكة ماريا الأولى بعد رجوع العائلة المالكة من البرازيل عام 1821، وتقع في غرب لشبونة.

### حديقة الأمم

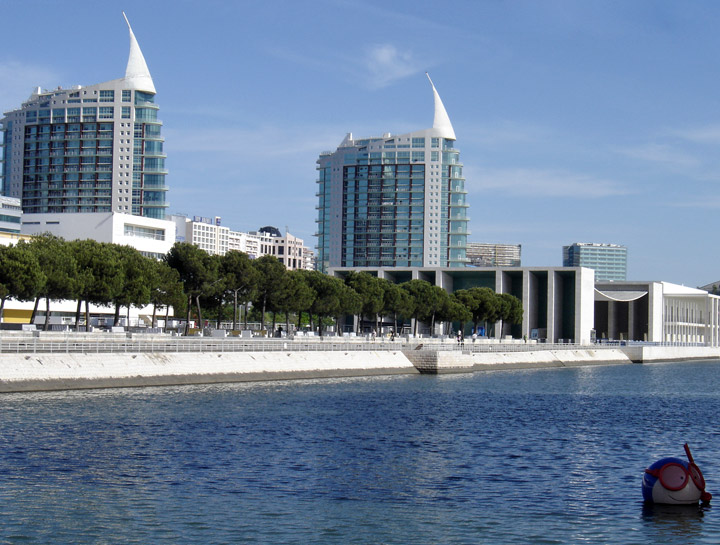
عرض لمنطقة بارك دا ناشويز في إكسبو 16

حديقة الأمم أو بارك داش ناسويش(بالبرتغالية:Parque das Nações) هي المنطقة الأحدث انضماماً ووجوداً في لشبونة، وكان ذلك في 2012، وكانت جزءاً من استضافة المدينة لمعرض إكسبو 16، وتقع في شمال غرب لشبونة بجوار خور نهر تاجة، وهي منطقة سكنية ترفيهية وتجارية، وإن كانت أجزاء منها تستخدم بغرض الصناعة.

رمز للتاريخ المشترك الغني بين دولة البرتغال و المملكة المغربية.

## السكان

### هرم عمري
بلدية لشبونة تتميز بكثافة عالية للسكان المسنين.
| ذكور | فئة عمرية  | إناث |
| ---- | ---------- | ---- |
| 8٫8  | 65 أو أكثر | 15٫4 |
| 25   | 25 إلى 64  | 27٫7 |
| 4٫3  | 15 إلى 24  | 4٫3  |
| 7٫3  | 0 إلى 14   | 7٫2  |

## المناخ
تعرف لشبونة مناخا متوسطيا شبه استوائيا دافئ إلى ساخن صيفا ومائل إلى البرودة شتاء، تسجل أعلى درجات للحرارة خلال شهري يوليو وأغسطس بمعدل 27.5 درجة، وعلى عكس ذلك يكون يناير الأبرد بحرارة عليا تُسجل 14.5 درجة، كما تشهد لشبونة العديد من الأيام المُشمسة بواقع 2806.3 ساعة سنوياً. وتستقبل المدينة إجمالاً 725.8 مم من الأمطار سنويا. تتساقط معظمها في شهر ديسمبر بمعدل 121 مم.

## التعليم

شعار المدرسة الآلمانية بلشبونة

يتواجد بلشبونة العديد من المدارس التي تتنوع ما بين رياض الأطفال والمدارس الابتدائية والثانوية، كما يوجد العديد من المدارس الأجنبية العالمية؛ فمنها مدرسة كارلوتشي الأمريكية (CAISL)، والمدرسة الألمانية (DSL)، والمعهد الإسباني، ومدرسة تشارلس لوبيير الثانوية الفرنسية.

### التعليم العالي

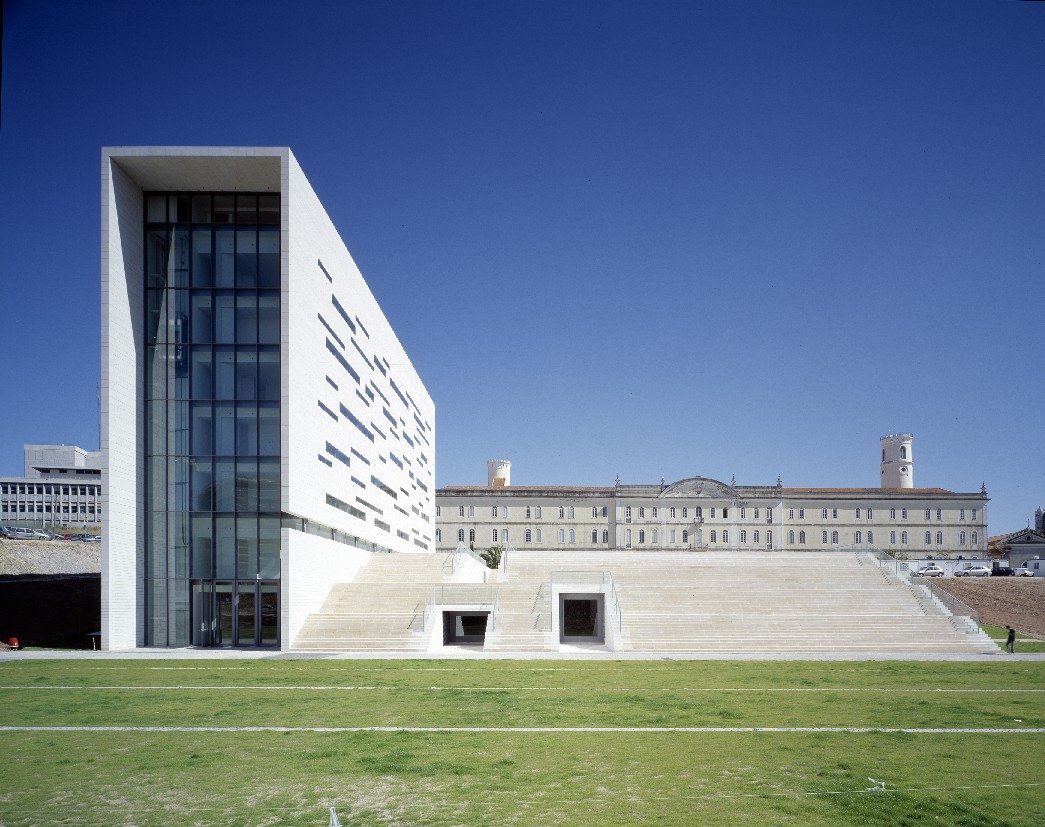
الحرم الجامعي لجامعة لشبونة الجديدة

#### الحكومي
تتواجد اثنتان من الجامعات العامة بلشبونة، وهما:
- جامعة لشبونة: وهي الجامعة الأكبر بالبرتغال.
- جامعة لشبونة الجديدة: وهي حديثة العهد فقد تأسست عام 1973.

، بالإضافة إلى ذلك، يوجد معهد واحد في لشبونة وهو معهد جامعة لشبونة (ISCTE).

#### الخاص
تشمل المؤسسات الخاصة للتعليم العالي في لشبونة:
- الجامعة الكاثوليكية بالبرتغال.
- جامعة لوسيادا.
- الجامعة البرتغالية للعلوم والتكنولوجيا.
- الجامعة المستقلة بلشبونة.

## النقل والمواصلات

### شبكة النقل العمومي
تتميز شبكة النقل العمومية في لشبونة بالكفاءة مما يجعل التنقل من مكانٍ إلى آخر أكثر سهولة، ويُعد المترو الوسيلة المُثلى للسفر السريع والفعال ويعمل يومياً من السادسة صباحاً وحتى الواحدة صباحاً، كما أن حافلات النقل العمومي بالمدينة وكذا سيارات الأجرة تُعد طريقة أخرى للتنقل حول المدينة.

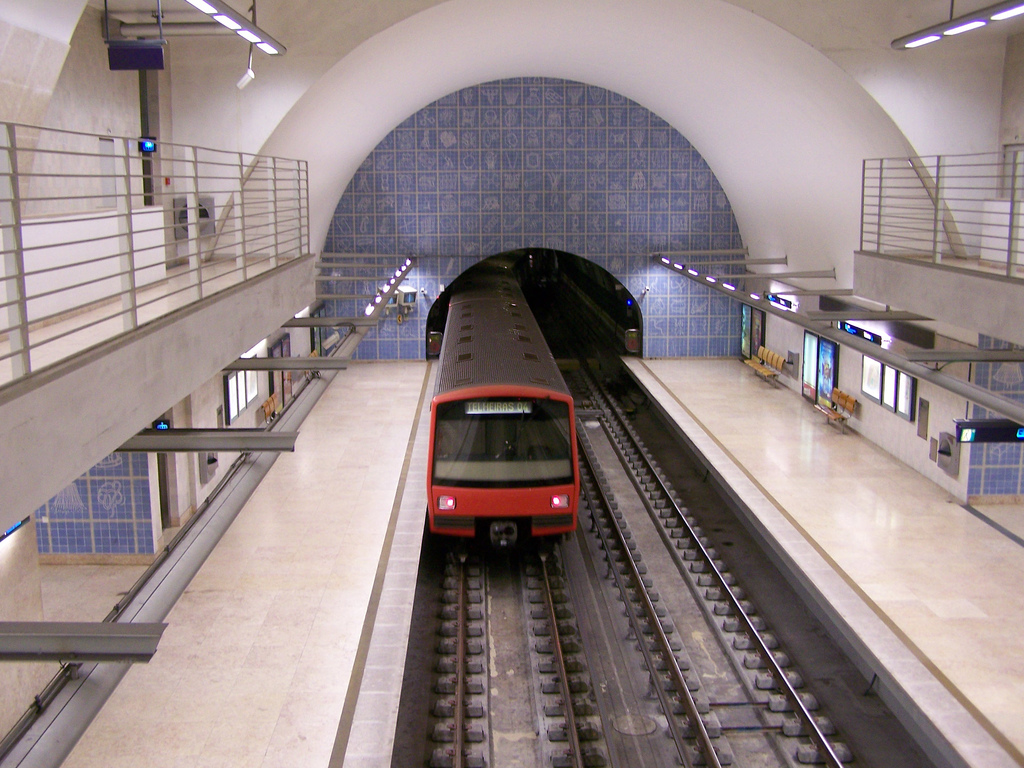
مترو لشبونة.

## اقرأ أيضا
- بيناجل
- كارفويرو (لاجوا)